# ヘンク
ヘンクまたはゲンク（オランダ語: Genk [ɣɛŋk]）は、ベルギーのリンブルフ州にある都市。州都ハッセルト近くにあり、基礎自治体自体で市を構成している。フランデレン地域の重要な工業都市で、リエージュとアントウェルペンを結ぶアルベール運河のそばに位置している。ヘンクは“SEA Tourist Commission”の最近の投票で、ヨーロッパで最も友好的な都市に選ばれた。市内にはフォードの工場があり、5,000人を雇用するヘンクでは重要な就労先である。モンデオなどを生産している。

## 歴史

### 中世
ヘンクはケルト人の村に起源があると思われる。10世紀にキリスト教の町へと改宗され、それ以後に建造された小さな木造教会の遺構がある。最初にGenecheとしてヘンクについて記述された文書は、1108年のものである。この文書はRolduc教会への領土の割譲に関するものである。政治的にヘンクは、1365年にリエージュ司教領に領土を併合されるまでの間、Loon国 (County of Loon) に所属していた。
ヘンクは1900年頃までは、あまり重要でない人口2000人程の小さな村としてゆっくりと成長していた。

## 概要
- 面積　87.85 km²
- 人口
  - 男性49.27%
  - 女性50.73%
  - 人口64,095人 (2007年1月現在)
- 人口密度　730人/km²
- 年齢構成
  - 0-19歳　24.68%
  - 20-64歳 59.75%
  - 65歳以上 15.57%
- 失業率　16.52%(2006年1月1日現在)
- 平均所得　11,580ユーロ(2003年現在)

## スポーツ
- ジュピラーリーグ、KRCヘンクの本拠地。かつてはKヒュースデン・ゾルダーSKも本拠地としていた時代がある。

## 交通
- ヘンク駅